# Hoornpalpje
Het hoornpalpje (Sintula corniger) is een spinnensoort in de taxonomische indeling van de hangmatspinnen (Linyphiidae).
Het dier komt uit het geslacht Sintula. Het hoornpalpje werd in 1856 beschreven door John Blackwall.